# Apocyclops
Apocyclops is een geslacht van eenoogkreeftjes uit de familie van de Cyclopidae.

## Soorten
- Apocyclops borneoensis Lindberg, 1954
- Apocyclops buxtoni (Gurney, 1921)
- Apocyclops dengizicus (Lepeshkin, 1900)
- Apocyclops diaphanus (Fischer, 1853)
- Apocyclops dimorphus (Kiefer, 1934)
- Apocyclops distans (Kiefer, 1956)
- Apocyclops japonensis ItoTak, 1957
- Apocyclops japonicus ItoTak, 1957
- Apocyclops panamensis (Marsh, 1913)
- Apocyclops procerus (Herbst, 1955)
- Apocyclops ramkhamhaengi Chullasorn, Kangtia, Pinkaew & Ferrari, 2008
- Apocyclops royi (Lindberg, 1940)
- Apocyclops spartinus (Ruber, 1968)
- Apocyclops viduus (Kiefer, 1933)